# Polikarpov Po-2
Le Polikarpov Po-2 ou UT-2 est un biplan conçu pour l'entraînement et le travail agricole, produit en URSS de 1928 jusqu'aux années 1950. Il était simple à produire et à entretenir, et plus de 20 000 exemplaires furent assemblés. En vol, il se montra très fiable et pardonnait la plupart des erreurs de pilotage. Bien que dépassé bien avant la Seconde Guerre mondiale, il fut néanmoins utilisé comme avion de harcèlement de nuit et pour le transport léger durant tout le conflit, puis en Corée. Du fait de son emploi comme avion agricole, les Soviétiques le surnommèrent Кукурузник (Koukourouznik), terme dérivé de кукуруза (koukourouza, qui désigne le maïs).

## Conception
Le prototype de cet avion vola pour la première fois en janvier 1928. D'une conception simple et rustique, il employait un moteur de 99 chevaux, le Chvetsov M-11 à cinq cylindres en étoile. Il fut dès lors utilisé de façon massive, aussi bien dans le civil que dans l'Armée rouge. 

## Engagements

### Seconde Guerre mondiale
Lors de la Seconde Guerre mondiale, on trouva une utilisation au combat pour cet avion, pourtant peu performant. Il servit à harceler au sol les troupes de la Wehrmacht, au cours d'attaques en pleine nuit. La tactique employée consistait à approcher des positions allemandes à basse altitude, puis à réduire la puissance du moteur au maximum, mais pas à le couper car il était démuni de démarreur et la mise en route du moteur nécessitait de brasser l'hélice à la main. Bien que ces attaques fussent peu meurtrières, elles eurent un effet psychologique important, troublant maintes fois le sommeil des unités de la Wehrmacht. Cet avion était appelé Nähmaschine (machine à coudre) par les soldats allemands à cause du bruit caractéristique engendré par les culbuteurs du Chvestov.
Cet avion équipa exclusivement un des 3 régiments basé dans la petite ville d'Engels, sur le fleuve Volga, au nord de Stalingrad. Le 588e régiment de bombardement de nuit, qui était constitué uniquement de femmes (pilotes et mécaniciennes), se distingua dans ce type de mission. Certaines d'entre elles finirent la guerre avec plus de mille missions de ce type à leur actif, dont parfois dix-huit en une seule nuit, et nombre d'entre elles furent décorées du titre de Héros de l'Union soviétique. Les Allemands les surnommèrent Nachthexen (les sorcières de la nuit).
L'avion était fabriqué principalement à partir de bois et de toile et était donc très facilement inflammable. Les équipages n'emportaient pas de parachutes, inutiles compte tenu des très basses hauteurs d'utilisation. En cas de crash en zone ennemie, elles étaient munies d'armes de poing, préférant se suicider plutôt que de subir ce qui les attendait en cas de capture.  
Par conception, l'avion possédait les caractéristiques ADAC (atterrissages et décollages courts, STOL en anglais) sur terrains sommaires, ce qui lui permettait de garder un contact avec les unités de partisans soviétiques opérant sur les arrières allemands.

### Guerre de Corée
Lors de la guerre de Corée, le Po-2, utilisé de la même façon, fut surnommé par les troupes des Nations unies Bedcheck Charlie. Pendant les deux conflits, le petit biplan se révéla un adversaire paradoxalement dur à abattre, car sa vitesse maximale (130 km/h) était bien inférieure à celle de décrochage des chasseurs qui tentaient de l'intercepter, et par le fait qu'il volait à très basse altitude, parfois quelques mètres seulement. En Corée, malgré l'utilisation de radars, l'avion resta difficile à atteindre du fait de sa petite taille et de sa construction en bois qui ne donnaient qu'une très faible signature radar. Quelques LT-6G du 6147th TCG (en) furent armés d’une paire de mitrailleuses de calibre .30 (7,62 mm) pour interdire aux Po-2 toute tentative de harcèlement nocturne.

## Variantes

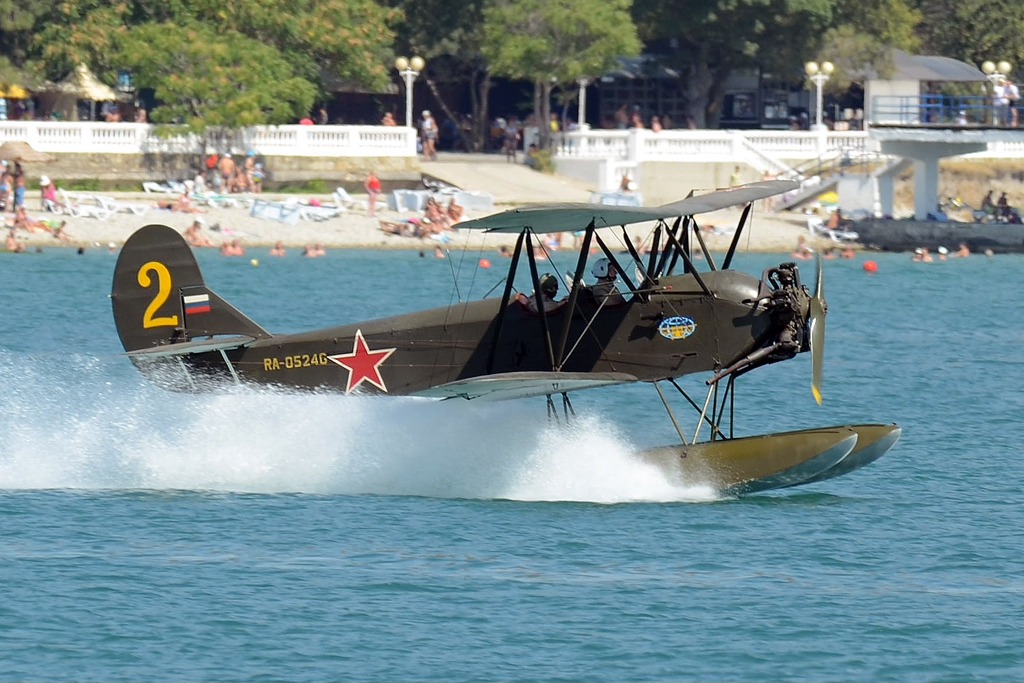
Polikarpov U-2P.

- U-2P version dotée de flotteurs, produite en faible quantité.
- U-2S version ambulance, avec deux civières, placées soit à l'intérieur soit sur les ailes inférieures.
- U-2ShS version de liaison d'état-major.
- U-2SP version de transport après guerre, de deux à quatre passagers.
- U-2VS version militarisée d'attaque légère.
- U-2NAK version de guidage d'artillerie.
- CSS-13 version construite sous licence en Pologne, après guerre.
- CSS-S-13 version ambulance construite sous licence en Pologne, après guerre.
- E-23 version expérimentale de 1934, pour la recherche sur le vol sur le dos.

## Opérateurs
Albanie
- force aérienne albanaise - 78 avions reçus entre 1950 et 1966 et utilisés jusqu'en 1985.

  Bulgarie
- Force aérienne bulgare - 10 avions en 1949-1969
- Aviation civile

  Chine
- Force aérienne de l'armée populaire de libération

  Tchécoslovaquie
- Force aérienne tchécoslovaque - désignés en tant que K-62
- Slov-Air

  Finlande
- Force aérienne finlandaise

  France libre
- Forces aériennes françaises libres - Po-2 utilisés par le Normandie-Niemen.

  Reich allemand
- Luftwaffe - avions capturés.

  Allemagne de l'Est
- Kasernierte Volkspolizei
- Luftstreitkräfte
- Gesellschaft für Sport und Technik

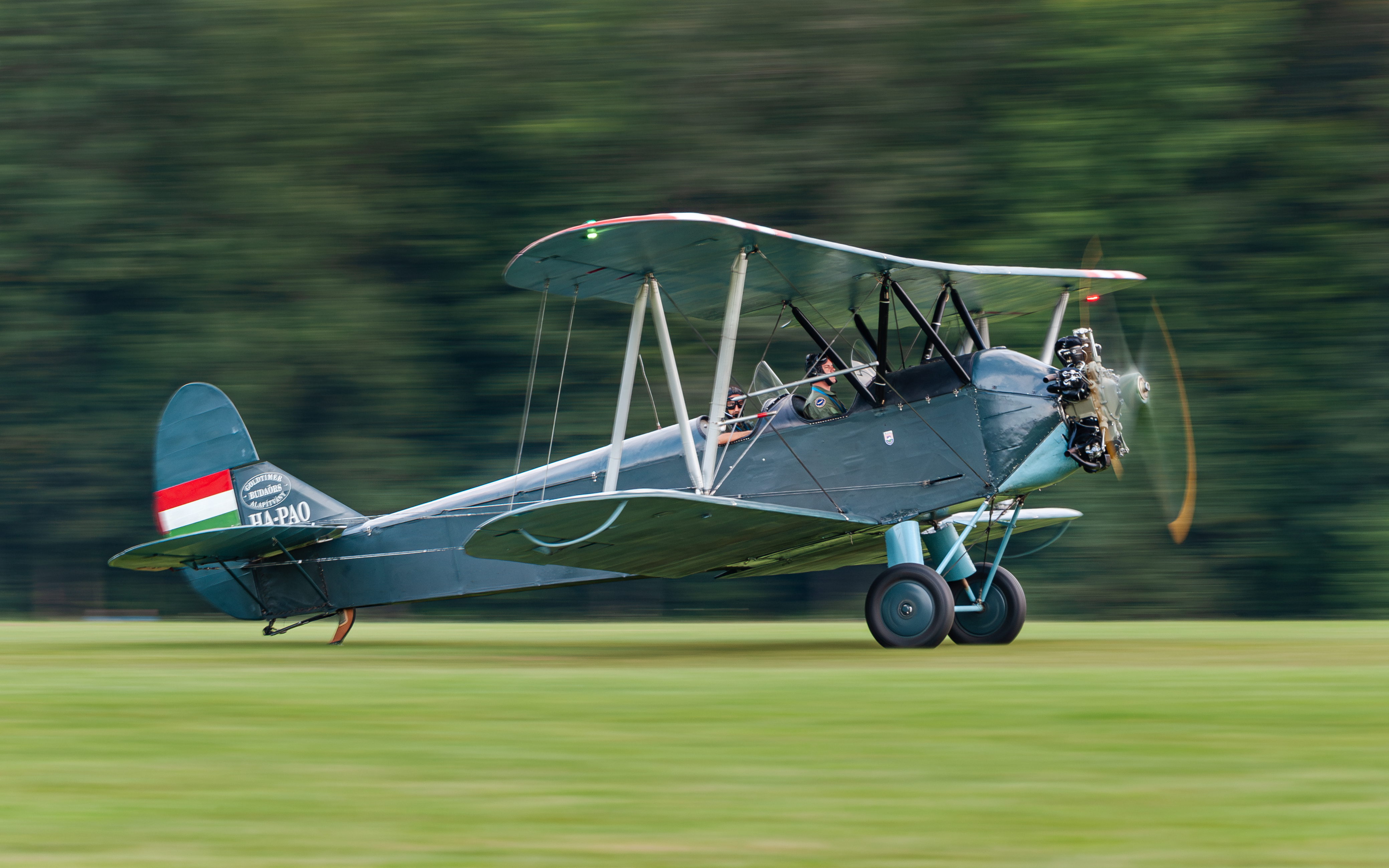
Polikarpov Po-2 (HA-PAO), Hongrie.

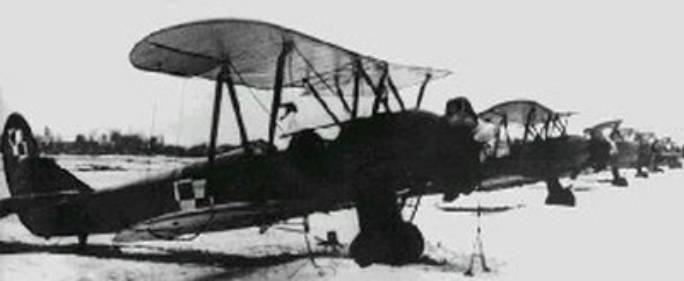
Po-2, 2 Pułk Nocnych Bombowców « Kraków », Force aérienne de la République polonaise, 1945.

   Hongrie
- Force aérienne de Hongrie
- Bureau hongrois des sports

  Laos
- Pathet Lao

  Mongolie
- MIAT Mongolian Airlines
- Aviation de l'armée populaire mongole

  Corée du Nord
- Force aérienne populaire de Corée

  Pologne
- Force aérienne de la République polonaise
- LOT Polish Airlines - 5 Po-2 utilisés entre 1945 et 1946, 20 CSS-13 pour l'épandage 1953–1956.
- Aeroklub Polski
- Service d'ambulance aérienne polonais
- Marine polonaise

  Roumanie
- Force aérienne roumaine - 45 avions reçus en 1949
- Aviation civile

  Union soviétique
- Forces aériennes Soviétiques
- Aeroflot
- OSOAVIAKhIM
- DOSAAF

  Turquie

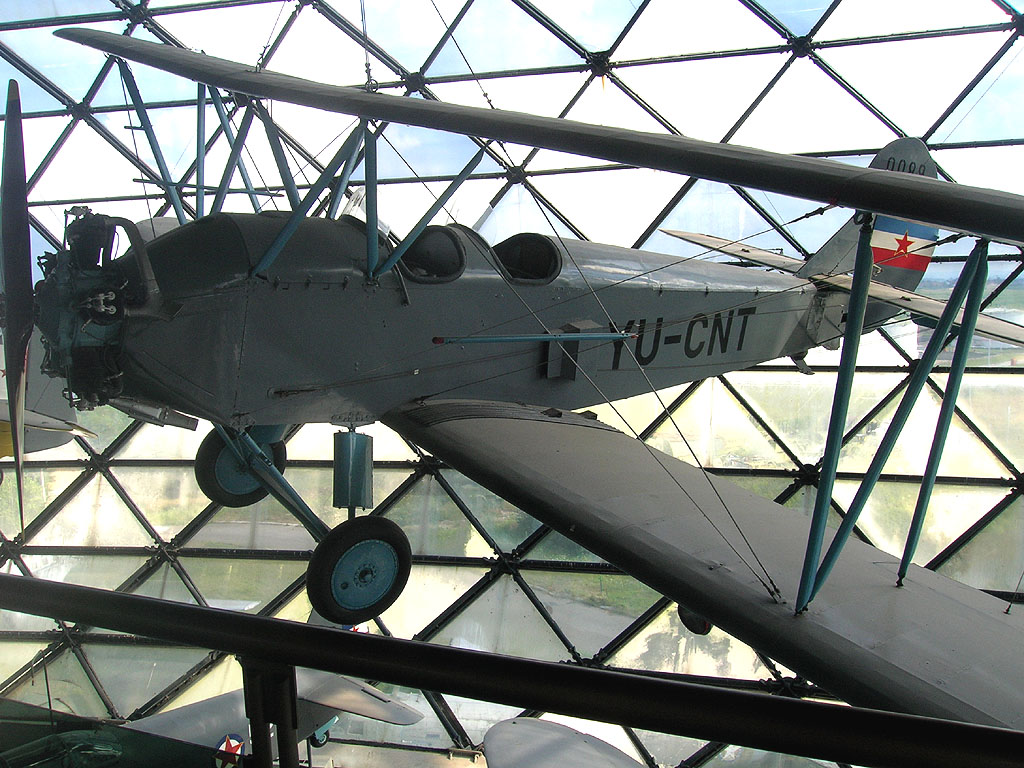
Polikarpov Po 2, RFP Yougoslavie.

- Turkish Air League (Turk Hava Kurumu)

  RFP Yougoslavie
- Force aérienne Yougoslave - 120 avions en 1944–1959

## Dans la culture populaire
Dans la bande dessinée Le Grand Duc tome 1, l'héroïne Lilya Litvasky pilote un Po-2 dans l'escadrille des « Sorcières de la nuit » avant de parvenir à se faire muter dans une autre unité, non exclusivement féminine, et disposant d'appareils plus modernes pour combattre les nazis.
Le U-2P est présent dans le jeu vidéo War Thunder, en tant qu'avion de rang 1 br 1.0.